# Abajas
Abajas település Spanyolországban, Burgos tartományban. Abajas Poza de la Sal, Carcedo de Bureba és Merindad de Río Ubierna községekkel határos. Lakosainak száma 28 fő (2024).

## Népesség
A település lakosságának változását az alábbi diagram mutatja:
| Lakosok száma | 55   | 41   | 36   | 26   | 29   | 29   | 29   | 31   | 29   | 28   |
|               | 2001 | 2004 | 2006 | 2009 | 2011 | 2014 | 2016 | 2019 | 2021 | 2024 |